# Битва при Тьюксбери
Битва при Тьюксбери (англ. Battle of Tewkesbury) — сражение между войсками Ланкастеров и Йорков во время войны Алой и Белой розы в западной Англии, на территории графства Глостершир, состоявшееся 4 мая 1471 года и завершившееся решительной победой Йорков. Битва при Тьюксбери завершила один из периодов этой войны, за которым последовали 14 лет мира, продолжавшиеся вплоть до выступления Генри Тюдора против короля Ричарда III.

## Предыстория
Ко времени битвы при Тьюксбери душевнобольной король из династии Ланкастеров Генрих VI был вторично схвачен своим противником, королём из Йоркского дома Эдуардом IV, и заключён в Тауэр. Постоянная смена на королевском троне Англии была следствием интриг Уорика, «делателя королей» Ричарда Невилла, который сперва поддерживал Эдуарда IV, а затем поссорился с ним и перешёл на сторону Генриха VI. Уорик погиб в битве при Барнете за две недели перед битвой при Тьюксбери.
Вторую армию ланкастерцев, действовавшую в Англии, возглавляла жена короля Генриха Маргарита Анжуйская и их 17-летний сын Эдуард Вестминстерский, принц Уэльский. Узнав о разгроме йоркцами войск Уорика, потрясённая Маргарита повела свою армию к реке Северн у города Глостер, чтобы переправиться через неё, но в этом ей помешал комендант Глостера Ричард Бошамп, сторонник Йорков. Здесь её настигли войска йоркцев под командованием Эдуарда IV.
Военное командование армией ланкастерцев принял на себя Эдмунд Бофорт, 4-й герцог Сомерсет, опытный полководец. Однако он недооценил силы и возможности противника, обладавшего к тому же и превосходством в артиллерии. Допустив тактическую ошибку, Сомерсет позволил младшему брату короля Эдуарда IV Ричарду (будущему королю Ричарду III) атаковать первым и опрокинуть фланги боевой линии ланкастерцев.

## Позиции сторон

### Ланкастеры

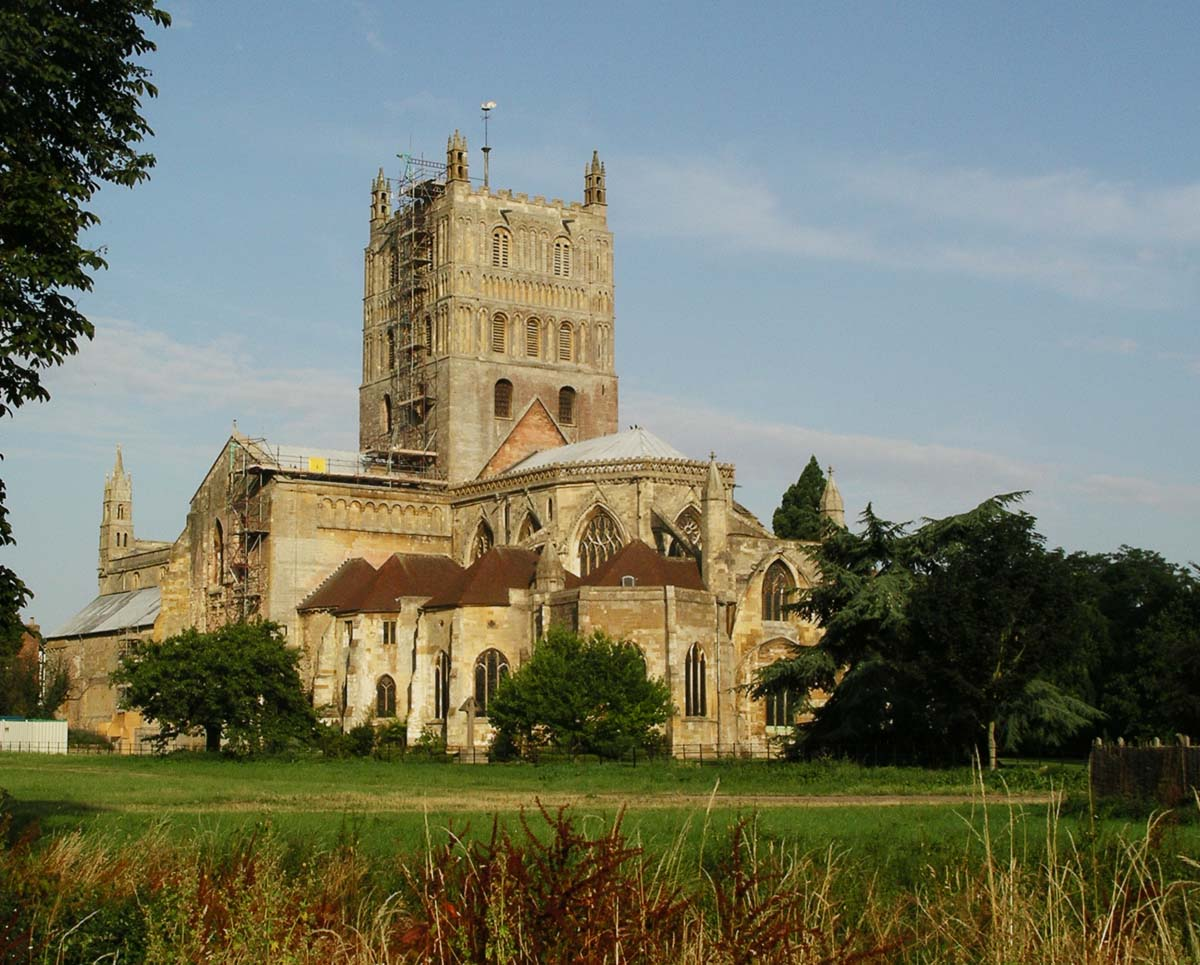
Аббатство Тьюксбери.

С наступлением дня 4 мая ланкастерцы заняли оборонительную позицию в миле к югу от города Тьюксбери. За ними протекали реки Эйвон и Северн. Аббатство Тьюксбери находилось сразу за ланкастерским центром. Фермерский дом, тогда известный как Гобес-Холл, был в центре позиции войска; неподалеку находился «лагерь Маргариты» — земляные валы неопределенного возраста. Говорят, что королева провела ночь в Гобес-холле, а в день битвы поспешно укрылась в религиозном доме на некотором расстоянии от поля битвы. Основную силу позиции, особенно правого фланга, ланкастерцев обеспечивала местность — разбитая живыми изгородями, лесами, насыпями.
Ланкастерская армия насчитывала около 6 тыс. человек, превосходство над противником похоже достигало нескольких сотен. Правым флангом командовал герцог Сомерсет Эдмунд Бофорт. Через его позицию протекал ручей Колнбрук, из-за чего часть местности была труднопроходимой. Центром командовал барон Джон Венлок, который после первой битвы при Сент-Олбансе перешёл на сторону Йорков, которых покинул после лишения звания лейтенанта Кале. Принц Эдуард также присутствовал в центре, в свои 17 лет он участвовал в сражениях, хотя не имел опыта реального командования. Левым флангом командовал граф Девон Джон Куртене, его отряд и часть центра занимали невысокий хребет, известный среди местных жителей как «Гастонс». Небольшой ручей Суилгейт защищала левый фланг Девона, а затем выходила за позицию Ланкастеров и сливалась с Эйвоном.

### Йорки
Йоркисты насчитывали около 5 — 6 тыс. человек. Как и ланкастерцы, король Эдуард разделил армию на три части.
Авангардом Эдварда командовал его младший брат и герцог Глостер Ричард. Хотя ему было всего 18 лет, тот уже был опытным командиром и возглавлял отряд в битве при Барнете. Сам Эдуард командовал основной частью войцска, в котором также находился Кларенс. Эдварду было 29 лет, и он был на пике своего солдатского мастерства. Его давний друг и сторонник лорд Гастингс командовал тылом. Он также был опытным полководцем и, как и Ричард, сопровождал короля в изгнании в Бургундских Нидерландах и руководил битвой при Барнете.
Хотя по традиции авангард занимал правую часть боевой линии, некоторые авторы на основании описаний в почти современных сражению хрониках (вроде «Истории прибытия Эдуарда IV») предположили, что отряд Ричарда Глостера фактически занял позицию слева от отряда Эдуарда или что подчинённая королю часть войска была выдвинута впереди остальной части.
Обеспокоенный тем, что ланкастерцы могут атаковать его войско из засады в расположенном слева лесу, он приказал 200 конным копейщикам занять часть леса и поручил им удерживать позицию и действовать по собственной инициативе, если противник их не тронет.

### Ход битвы
Двигаясь к позициям Ланкастеров, армия короля Эдуарда обнаружила, что местность настолько изрезана лесами, рвами и насыпями, что её трудно атаковать в каком-либо порядке. Однако йоркистские лучники и артиллерия осыпали противника стрелами и снарядами. В вопросе артиллерии Йорки имели преимущество как в количестве орудий, так и в их обслуживании.
Чтобы избежать канонады и стрел, либо увидев возможность выйти из битвы, герцог Сомерсет повел по крайней мере часть своих людей через некоторые из «злых переулков», чтобы атаковать левый фланг Эдварда. Несмотря на то, что йоркисты были застигнуты врасплох, они стойко отбивали атаку среди живых изгородей и берегов. В решающий момент 200 копейщиков, которых Эдуард ранее разместил в лесу далеко слева, атаковали Сомерсета с его правого фланга и тыла, поскольку войско Глостера также вступило в бой.
Армия Сомерсета была разгромлена, выжившие солдаты попытались бежать через Северн. Большинство из них были убиты при бегстве. Длинный луг по обе стороны Колнбрука, ведущий к реке, и по сей день известен как «Кровавый луг» (англ. Bloody Meadow). Сомерсет подскакал к командующему центром лорду Венлоку, ранее служившему Йоркам, и потребовал объяснить, почему тот не оказал ему поддержку. Согласно изложенной в хронике Эдуарда Холла легенде, Бофорот не стал ждать ответа, а вышиб Венлоку мозги боевым топором, прежде чем искать убежища в аббатстве.
Остальная часть ланкастерской армии попыталась бежать через Суилгейт, который стал смертельным барьером. Многие из тех, кому удалось пересечь его, собрались у мельницы к югу от города Тьюксбери и плотины в самом городе, где были переправы через Эйвон. Здесь также многие из них утонули или были убиты.

### Последствия
Среди убитых лидеров ланкастерской партии были младший брат Сомерсета и маркиз Дорсет Джон Бофорт и граф Девон Джон Куртене. Принц Уэльский был убит на поле боя во время отступления солдатами Кларенса, несмотря на просьбы о помощи к их лидеру, который присягнул на верность изгнанному дому во Франции всего год назад.
На поле сражения, названного Кровавый луг (Bloody Meadow), погибла половина войска Ланкастеров. Среди павших был и наследник короля Генриха VI Эдуард Вестминстерский. Согласно легенде, Эдуард пал от руки своего родственника, младшего брата короля Эдуарда IV, герцога Кларенса. Эдуард Вестминстерский является единственным в истории Англии принцем Уэльским, павшим в сражении. Впоследствии все полководцы ланкастерцев, участвовавшие в битве при Тьюксбери, были арестованы и казнены. Королева Маргарита Анжуйская и её невестка Анна Невилл, дочь Уорика и вдова Эдуарда Вестминстерского, попали в плен к Эдуарду IV Йорку. Через несколько дней после этой битвы в Тауэре был убит заключённый туда Генрих VI.
Часть уцелевших ланкастерцев после разгрома на Кровавом лугу сумели добраться до находившегося поблизости аббатства Тьюксбери. На одной из дверей в аббатстве сохранились покрывающие её 68 металлических пластин от доспехов бригантина, в которых воины сражались в битве при Тьюксбери. Король Эдуард присутствовал на молитвах в аббатстве вскоре после битвы и разрешил похоронить принца Уэльского и других погибших в битве в аббатстве или в другом месте города, не четвертуя их по обычаю как предателей. Однако через два дня после битвы Сомерсет и другие были вытащены из аббатства и по приказу Ричарда Йорка и Джона Говарда и казнены после формального судебного разбирательства. Среди них были двоюродный брат графа Девона Хью Куртене и приор военного ордена Святого Иоанна сэр Джон Лэнгстротер. Официально аббатство не было святилищем. Его пришлось заново освятить через месяц после битвы из-за творившегося на его территории насилия.
Несколько дней спустя королева Маргарет из своего убежища сообщила Эдварду, что она «в его распоряжении».